# Martina Arroyo
Martina Arroyo (Nova York, 2 de febrer, 1937), és una soprano operística nord-americana que va tenir una important carrera d'òpera internacional des dels anys 60 fins als 80. Va formar part de la primera generació de cantants d'òpera negra que va aconseguir un gran èxit.

## Carrera
Arroyo va assolir primer protagonisme a l'Òpera de Zuric entre 1963 i 1965, i després va ser una de les principals sopranos de l'Òpera Metropolitana entre 1965 i 1978. Durant aquests anys a l'Òpera Metropolitana, també va ser una presència habitual als teatres d'òpera del món, actuant als escenaris de La Scala, Covent Garden, l'Òpera Nacional de París, el Teatre Colón, la Deutsche Oper Berlin, l'Òpera Estatal de Viena, el L'Òpera Lírica de Chicago i l'Òpera de San Francisco. És més coneguda per les seves interpretacions del repertori spinto italià i, en particular, per les seves interpretacions d'heroïnes Verdi i Puccini. La seva darrera actuació d'òpera va ser l'any 1991, després de la qual cosa s'ha dedicat a ensenyar cant a les facultats de diverses universitats dels Estats Units i d'Europa. El 8 de desembre de 2013, Arroyo va rebre un Kennedy Center Honors.

## Joventut
Arroyo era la més petita dels dos fills de Demetrio Arroyo, originari de Puerto Rico, i Lucille Washington, natural de Charleston, Carolina del Sud. El seu germà gran va créixer fins a convertir-se en ministre baptista. La família vivia a Harlem prop de l'avinguda St. Nicholas i el carrer 111. El seu pare era enginyer mecànic al Brooklyn Navy Yard i guanyava un bon sou que permetia a la mare d'Arroyo quedar-se a casa amb els seus fills. La seva feina també va permetre a la família experimentar l'oferta cultural de Nova York i la família freqüentava museus, concerts i teatre. Va ser assistir a diverses actuacions d'espectacles de Broadway durant la dècada de 1940 que va inspirar per primera vegada l'interès d'Arroyo per convertir-se en intèrpret. La seva mare va sentir els seus somnis i va permetre que Arroyo fes classes de ballet. La seva mare també era una talentosa pianista clàssica amateur i va ensenyar a la seva filla a tocar l'instrument. Les altres experiències musicals d'Arroyo quan era petita van ser en gran part a través del cant als cors de la seva església baptista i com a estudiant a la "Hunter College High School".

## Hunter College
Després d'acabar el batxillerat el 1953, Arroyo va assistir a "Hunter College" on va obtenir un B.A. en llengües romàniques el 1956 als dinou anys. Mentre allà va estudiar veu com a hobby en un taller d'òpera amb Joseph Turnau. Turnau va reconèixer que Arroyo era un talent important que només necessitava una formació adequada. Un cop acabat el taller, la va presentar a la instructora de veu Marinka Gurewich, que immediatament la va acceptar com a estudiant. Quan Arroyo no es va prendre la seva formació tan seriosament com volia la seva professora, Gurewich finalment va amenaçar amb acabar les lliçons. Arroyo va dir de l'incident:
| « | "Va ser una autèntica trucada d'atenció. Fins aleshores, devia haver estat, en la meva ment, tractant el cant com un hobby, una alosa, una cosa que m'encantava i que m'estava fent." | » |

A més, va explicar que en aquell moment la majoria dels grans teatres d'òpera, inclosa la Metropolitan Opera, mai no havien donat a un cantant negre, per la qual cosa, en la seva ment, "l'òpera no era una possibilitat real". L'amenaça de Gurewich, però, la va obligar a prendre els seus estudis més seriosament i va continuar estudiant amb ella fins a la mort de Gurewich el 1990. Una altra associació important formada per aquesta època va ser amb la directora de concerts Thea Dispeker que, després d'assistir a un dels recitals d'Arroyo, li va oferir serveis sense cap cost fins que la carrera d'Arroyo va començar. Dispeker va ajudar a gestionar gran part de la carrera d'Arroyo durant les següents dècades.

## Carrera com a treballadora social
Després de graduar-se a la universitat, Arroyo es va enfrontar a la dificultat de treballar mentre intentava estudiar cant. Per consell de la seva mare, es va convertir en professora d'anglès al "Bronx High School" a la tardor de 1956, però va trobar difícil equilibrar les seves responsabilitats docents amb la formació continuada sota Gurewich. Va decidir deixar la seva posició docent i treballar com a treballadora social a l'"East End Welfare Center". Durant dos anys, va gestionar una càrrega de casos de més de 100 beneficiaris de l'assistència social mentre continuava la seva formació de veu. Arroyo va trobar el treball satisfactori i va afirmar de l'experiència: 
| « | "La meva vida s'havia centrat en la música durant tant de temps i, de sobte, vaig estar allà, profundament involucrada en els problemes d'altres persones". | » |

## Metropolitan Opera
El 1957 Arroyo va fer una audició per al Metropolitan Opera però no va ser acceptat. Una mica descoratjada, va coquetejar amb la idea d'esdevenir acadèmica i va començar a treballar en un màster en literatura comparada a la Universitat de Nova York amb una tesi sobre Pane e Vino i Vino e Pane d'Ignacio Silone. L'any següent va competir i va guanyar la competició "Audition of the Air" de la Metropolitan Opera (precursora de les seves Audicions del Consell Nacional), guanyant un premi en metàl·lic de 1.000 dòlars i una beca per a la "Kathryn Long School" del Met. Va deixar la NYU i va ingressar a la "Kathryn Long School" a la tardor de 1957, on va estudiar cant, drama, alemany, dicció anglesa i esgrima. Mentre estava a l'escola, se li va oferir el paper del primer coryphée a l'estrena nord-americana de Murder in the Cathedral d'Ildebrando Pizzetti que es representaria en un festival a l'estat de Nova York. Però, va ploure, i el concert es va reprogramar per a una actuació al Carnegie Hall el 17 de setembre de 1958. Això va marcar la primera aparició professional d'Arroyo cantant en una òpera. El New York Times va dir de la seva actuació: 
| « | "Martina Arroyo és una soprano dotada que sembla tenir un potencial notable, i va cantar amb una veu d'amplitud i un color encantador". | » |

El febrer de 1959 Arroyo va cantar el paper principal a Iphigénie en Tauride de Gluck en una versió de concert amb la "Little Orchestra Society" a l'Ajuntament. Poc després va debutar a l'escenari de l'òpera del Metropolitan Opera com la veu celestial a Don Carlo de Giuseppe Verdi el 14 de març de 1959, amb Eugenio Fernandi en el paper principal, Leonie Rysanek com Elisabetta, Robert Merrill com Rodrigo i Nell Rankin com la princesa Eboli. Aquest va ser el començament d'una llarga associació amb el Met i l'inici d'una llarga carrera a l'escenari de l'òpera.

## Carrera musical
Després d'haver fet el seu debut al Met, Arroyo es va traslladar a Europa on va començar a actuar en papers amb teatres d'òpera menors el 1959. Mentre actuava a Itàlia d'aquell any va conèixer el seu futur marit, el violista professional Emilio Poggioni. El matrimoni va acabar en divorci i més tard va estar casada amb Michel Maurel fins a la seva mort el 2011. Durant els anys següents, Arroyo va treballar principalment a Europa en papers majoritàriament més petits, sense aconseguir els papers més importants de creació de noms. Aquelles parts més grans que va aconseguir eren majoritàriament en obres més fosques. Durant els anys 1961 i 1962 va anar i tornar entre Europa i la Metropolitan Opera amb freqüència, i els seus papers al Met durant aquest període van ser a L'anell dels Nibelungs de Richard Wagner i en repeticions de Don Carlo. Els seus papers a l'Anell inclouen la Tercera Norna i Woglinde a Götterdämmerung, Woglinde a Das Rheingold, Ortlinde a Die Walküre i l'ocell del bosc a Siegfried.
El 1963 la primera gran ruptura d'Arroyo va arribar quan se li va oferir un contracte per unir-se a l'Òpera de Zuric com a soprano principal. Allà va debutar en el paper principal de lAïda de Verdi on va ser rebuda amb entusiasme. Va continuar cantant regularment a aquella òpera fins al 1968.
Aïda es va convertir en un paper important per a Arroyo al començament de la seva carrera, servint-li com a targeta de visita a molts grans teatres d'òpera durant la dècada de 1960. Va cantar el paper per a la seva primera aparició a l'Òpera Estatal d'Hamburg el 1963 i tant a la Deutsche Oper Berlin com a l'Òpera Estatal de Viena el 1964. Al febrer de l'any següent va cantar Aïda en el seu primer paper protagonista al Met, a l'últim minut substituint Birgit Nilsson. L'actuació va rebre crítiques entusiastes amb The New York Times elogiant Arroyo com "una de les veus més precioses davant del públic d'avui". Rudolf Bing, el director del Met, li va oferir immediatament un contracte per unir-se a la llista de les sopranos principals de la companyia que es va estendre durant diversos anys.

El 1964 Arroyo va obrir nous camins fora de l'òpera tradicional fent una aparició a la televisió nacional en la producció de Feliz Borinquen per al Taller de repertori de la CBS sota la direcció musical d'Alfredo Antonini.
Arroyo va començar la temporada 1965/66 al Met a l'octubre amb una interpretació aclamada per la crítica d'Elisabetta a Don Carlo. Immediatament es va convertir en una cantant favorita d'aquella casa, interpretant sobretot heroïnes verdianes i el Met es va convertir en la seva casa principal des d'aquell moment fins al 1978. Els seus altres papers al Met durant aquests tretze anys van incloure Aïda, Amelia a Un ballo in maschera, Cio- Cio-San a Madama Butterfly de Giacomo Puccini, Donna Anna a Don Giovanni de Mozart, Elvira a Ernani, de Verdi Lady Macbeth a Macbeth del mateix compositor, Leonora a Il trovatore de Verdi, Leonora a La forza del destino de Verdi, Liù a Turandot de Puccini, Maddalena a Andrea Chénier, d'Umberto Giordano, Santuzza a Cavalleria rusticana de Pietro Mascagni i el paper principal a La Gioconda d'Amilcare Ponchielli, entre d'altres. També va ser la primera persona negra que va interpretar el paper d'Elsa a Lohengrin de Wagner el 1968, no només al Met, sinó en tota la història de l'òpera.

## Carrera internacional
Durant els seus anys al Met, Arroyo viatjava sovint per actuar a altres cases tant als Estats Units com internacionalment. El 1968 va cantar per primera vegada a Israel i va fer la seva primera aparició al Regne Unit com a Valentine en un concert a Londres de Les Huguenots de Giacomo Meyerbeer. Més tard aquell any va fer el seu debut a la Royal Opera de Covent Garden i a la Philadelphia Lyric Opera Company, ambdues cantant el paper d'Aïda. Va tornar a les dues companyies diverses vegades durant la dècada de 1970 com a heroïnes de Verdi i en parts com els papers principals a Tosca de Puccini i Ariadne auf Naxos de Richard Strauss. Va cantar Amelia a Un ballo in maschera per als seus debuts tant a l'Òpera de San Francisco (1971) com a l'Òpera lírica de Chicago (1972). Va tornar a Chicago per cantar la seva primera Amelia Grimaldi a Simon Boccanegra de Verdi el 1974. El 1972 va cantar Aïda per al seu debut a La Scala al costat de Plácido Domingo com a Radames. El 1973 va fer les seves primeres aparicions a l'Òpera Nacional de París i al Teatre Colón de Buenos Aires. El 1977 va debutar amb l'"Opera Company of Philadelphia" interpretant Senta a L'holandès errant de Wagner i el 1979 va debutar amb el "Michigan Opera Theatre" com a Lenora a Il trovatore. Va romandre molt ocupada als principals teatres d'òpera del món fins al 1979 cantant principalment heroïnes de Verdi, Puccini i Strauss i altres papers del repertori lirico-spinto. Arroyo es va retratar a ella mateixa en un episodi de "The Odd Couple" titulat "Your Mother Wears Army Boots", que es va emetre originalment el 16 de gener de 1975. L'episodi també va incloure a Howard Cosell, que és representat com un gran fan d'ella.

## Jubilació
El 1980, Arroyo es va tornar molt més selectiva dels papers que va triar per cantar. Va tornar al Met el 1983 per cantar "Fu la sorte" de l'Aïda de Verdi (amb Mignon Dunn) per a la Gala del Centenari de la companyia. Va tornar a cantar Aïda i Santuzza; va fer la seva última aparició i la seva 199a actuació a l'Òpera Metropolitana el 31 d'octubre de 1986. El 1987 va cantar la seva darrera interpretació del paper principal a Turandot amb l'Òpera de Seattle i el 1989 va anunciar la seva retirada de l'escenari operístic. Va sortir de la jubilació l'any 1991 per a una darrera actuació a l'estrena mundial de Blake de Leslie Adams, una òpera la història de la qual està ambientada a l'Amèrica abans de la Guerra Civil, quan l'esclavitud encara era una realitat.
Al llarg de la seva carrera, Arroyo també va ser una intèrpret freqüent del repertori de concerts i va actuar amb moltes de les principals orquestres simfòniques del món. Va actuar sovint amb la Filharmònica de Nova York sota el director Leonard Bernstein, que admirava especialment la seva veu en repertoris com la Simfonia núm. 9 de Beethoven i la Missa Solemnis.
El talent d'Arroyo també es va estendre més enllà de l'escenari del concert fins a l'àmbit de la televisió en directe. El 1964 va aparèixer amb l'Orquestra Simfònica CBS sota el director Alfredo Antonini a l'episodi "Feliz Borinquen" del CBS Repertoire Workshop com ella mateixa.

Martina Arroyo ha rebut un premi d'honor d'òpera 2010 del National Endowment for the Arts.

## Enregistraments
Després d'haver actuat als principals teatres d'òpera i amb les majors orquestres simfòniques del món, ha deixat un llegat d'enregistraments, entre els quals destaquen: Judas Maccabeus (dues vegades) i Samson, Don Giovanni de Mozart (Donna Elvira per a Karl Böhm i Donna Anna per a Sir Colin Davis, Missa solemnis de Beethoven i Novena Simfonia, Stabat mater de Rossini, I vespri siciliani de Verdi, Un ballo in maschera, La forza del destino (tant en la versió de Sant Petersburg com en la revisada), i la Messa da requiem i la massiva Vuitena Simfonia de Mahler la Simfonia dels mil.
Ha gravat música important del segle xx, com ara Gurre-Lieder d'Arnold Schoenberg i lOratori africà de Carlo Franci. Va cantar a les estrenes mundials de dues obres: Momente de Karlheinz Stockhausen i Andromache's Farewell. de Samuel Barber.
La discografia d'Arroyo (que també inclou un recital d'ària), tot i que envejable, no engloba res semblant a tota la gamma de papers que va interpretar a l'escenari. Només al Metropolitan Opera , aquestes són les òperes que va interpretar però que mai va gravar comercialment: Ernani, Macbeth, Il trovatore, i Don Carlo de Verdi (la Veu Celestial i Elisabetta, totes dues en italià); Lohengrin i Der Ring des Nibelungen de Wagner (papers destacats a les quatre òperes); La Gioconda de Ponchielli ; Andrea Chénier de Giordano ; i Madama Butterfly i Turandot de Puccini (com a Liù; va fer el paper principal a Chicago i Toronto).

## Carrera docent
Des de la seva jubilació oficial del cant el 1989, Arroyo ha acumulat crèdits docents importants, inclosos els estints a la Louisiana State University, UCLA, Universitat de Delaware, Wilberforce University, The International Sommakademie-Mozarteum a Salzburg i Indiana University.

Ha impartit classes magistrals nacionals i internacionalment i ha jutjat diverses competicions, inclosa la competició de George London i el Concurs Internacional de Txaikovski./With Willard L. Boyd, expresident de la Universitat de Iowa, va ser coautor de "Task Force Report sobre música Educació als EUA.

## Honors
El 1976, va ser designada pel president Gerald Ford al Consell Nacional de les Arts de Washington, D.C. Va fundar la Fundació Martina Arroyo, dedicada al desenvolupament de joves cantants d'òpera emergents en immersa en cursos de preparació de rol complets. També és activa als consells de administradors del Hunter College i Carnegie Hall. Va ser elegida membre de l'Acadèmia Americana de les Arts i les Ciències el 2000. Va ser candidada sobre la seva condició percebuda com a segona millor per al seu gran, company afroamericà Spinto Leontyne Price; Una vegada, quan un Met Doorman la va saludar com a "Miss Price", va respondre dolçament: "No, amor, sóc l'altre."
El 2020, Martina Arroyo va rebre una inducció al American Classical Music Hall of Fame.